# Institut national agronomique

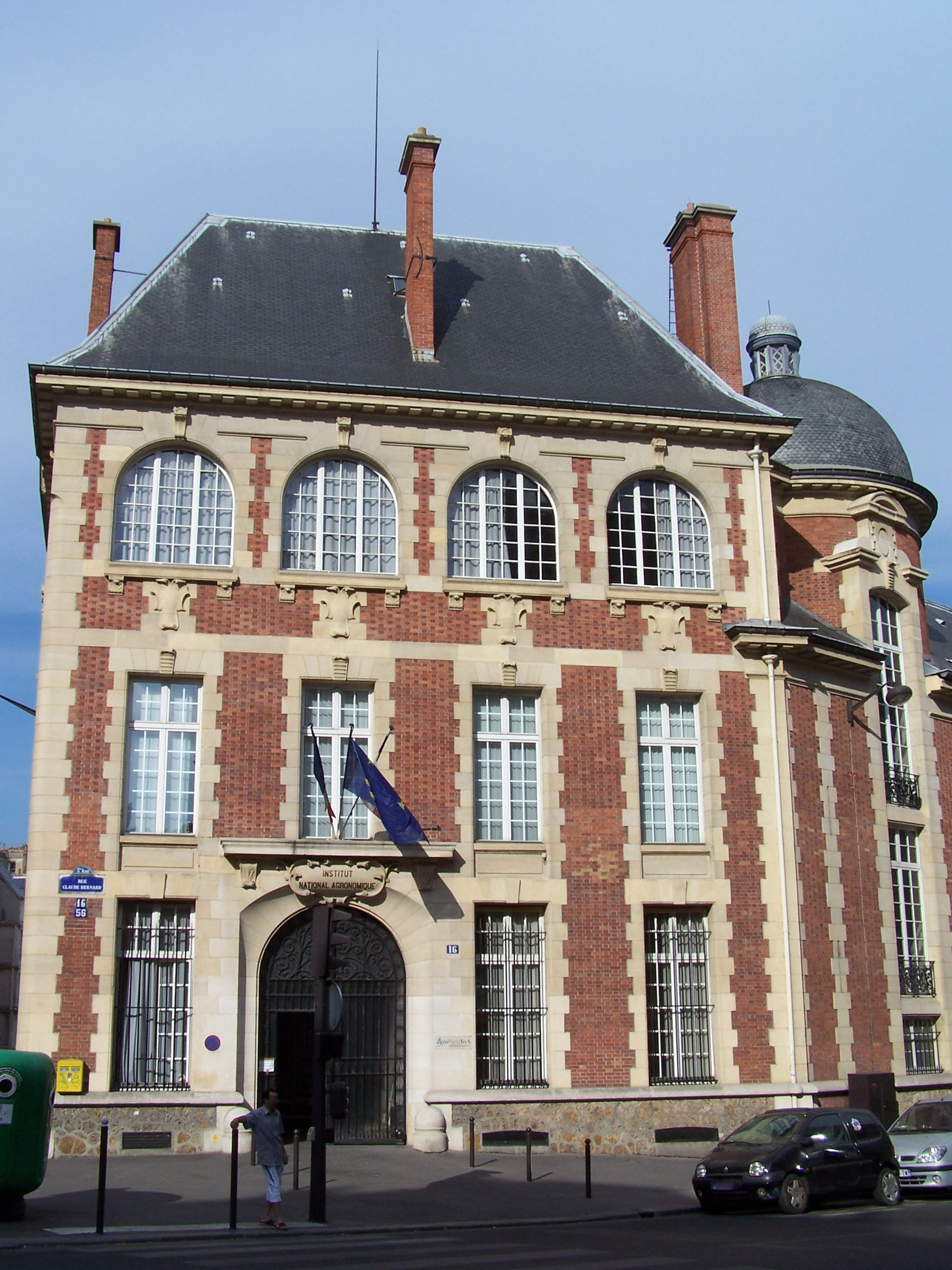
Entrée de l'Institut au 16, rue Claude-Bernard.

Pour les articles homonymes, voir INA (homonymie).
L'Institut national agronomique dit Agro, est une ancienne école d'ingénieurs française en agronomie. Elle fut initialement créée en 1848 à Versailles, dans les grandes écuries du château avant de s'installer au 16, rue Claude-Bernard dans le 5e arrondissement de Paris.
Elle fusionne en 1971 avec l’École nationale supérieure d'agronomie de Grignon pour devenir l'Institut national agronomique Paris-Grignon (INA P-G), première école française spécialisée dans les sciences du vivant et figurant dans le haut du classement des écoles d'ingénieurs en France. Le recrutement se faisait essentiellement par les classes préparatoires Maths Sup et Spé Bio, devenues depuis BCPST après leur fusion avec les classes préparatoires aux écoles vétérinaires en 2002.
Le 1er janvier 2007, l’INA P-G, l'École nationale du génie rural, des eaux et des forêts (ENGREF), et l'École nationale supérieure des industries agricoles et alimentaires (ENSIA) fusionnent en un seul établissement : l'Institut des sciences et industries du vivant et de l'environnement, plus connu sous le nom AgroParisTech.

## Historique

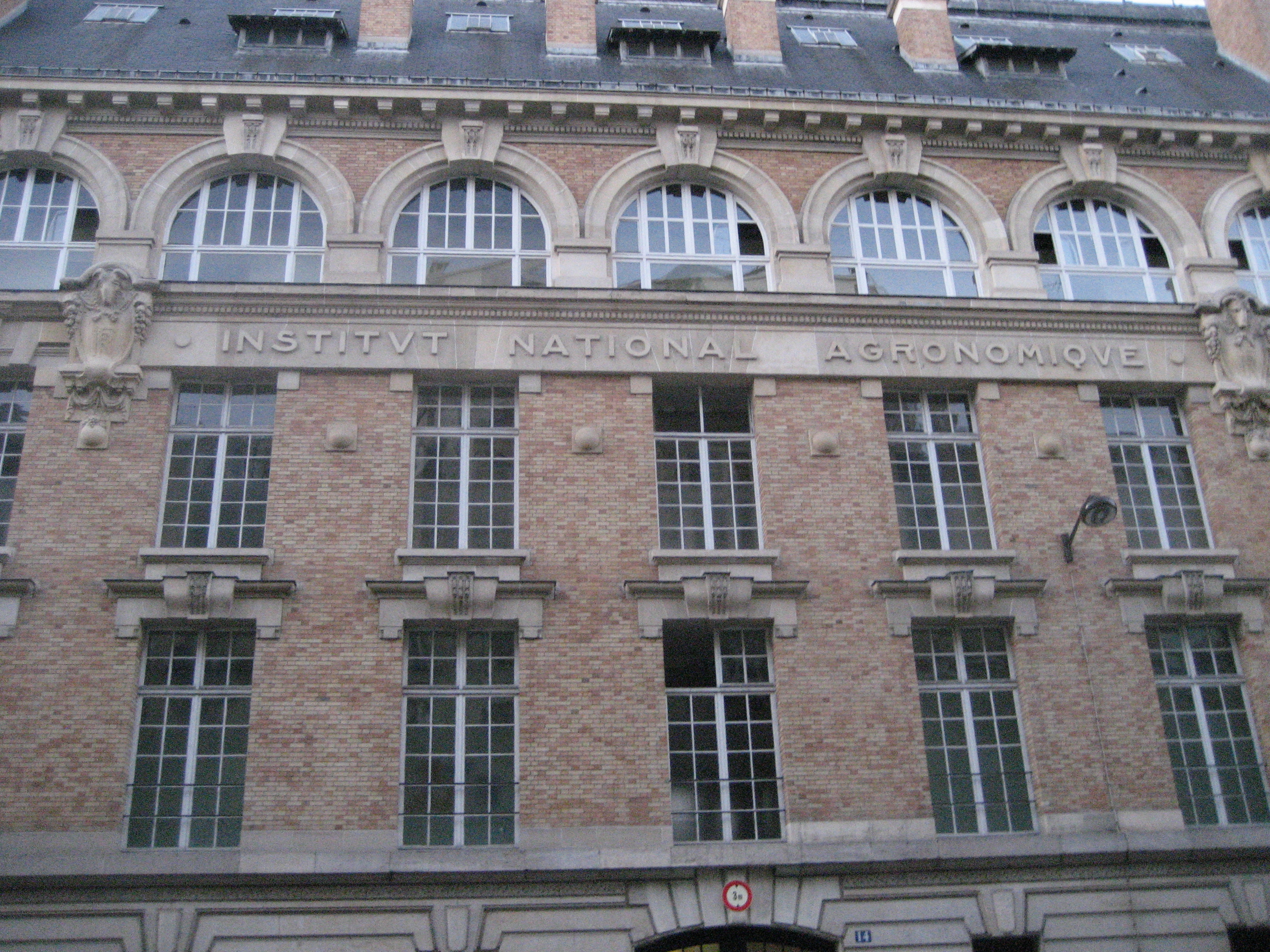
Institut national agronomique.

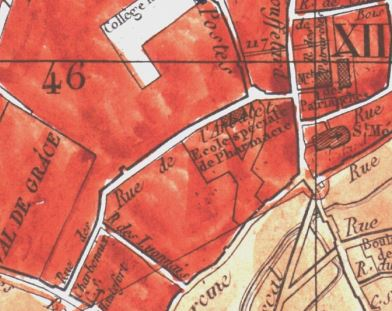
Emplacement des bâtiments de l'École de pharmacie, rue de l'Arbalète avant le percement de la rue Gay-Lussac (rue Claude-Bernard) - plan de Paris d'Ambroise Tardieu - 1839.

Le gouvernement de la IIe République la destinait aux agriculteurs, par opposition à l’Institution royale agronomique de Grignon, d'initiative privée et ouverte aux propriétaires fonciers. Elle fut supprimée en 1852 puis reconstituée en 1876 à Paris, hébergée gracieusement dans les locaux du Conservatoire national des arts et métiers rue Réaumur et pourvue de « champ d'expériences, avec les bâtiments nécessaires affectés au service de l'Institut » à Vincennes. 
Trop à l'étroit, l'Institut national agronomique déménage en 1882 dans les anciens bâtiments que l'École supérieure de pharmacie délaissa en cette même année dans la rue de l'Arbalète (face à l'ancienne rue des Postes) pour s'installer dans sa nouvelle école de l'avenue de l'Observatoire (voir faculté de pharmacie de Paris). L'École de pharmacie abandonna également son jardin apothicaire, sur lequel l'Institut agronomique s'agrandit par de nouveaux bâtiments construits en 1889 puis en 1912-1914 (rue Claude-Bernard) et en 1929 (rue de l'Arbalète), transférant son entrée principale au 16, rue Claude-Bernard.

## Directeurs successifs
| Portrait                                                             | Identité                         | Période | Période | Durée  |
| Portrait                                                             | Identité                         | Début   | Fin     | Durée  |
| -------------------------------------------------------------------- | -------------------------------- | ------- | ------- | ------ |
| Pas de portrait sous licence libre disponible pour Eugène Tisserand. | Eugène Tisserand (1830 - 1925)   | 1876    |         |        |
| Eugène Risler                                                        | Eugène Risler (1828 - 1905)      | 1879    | 1900    | 21 ans |
| Paul Regnard                                                         | Paul Regnard (1850 - 1927)       | 1901    | 1917    | 16 ans |
| Pas de portrait sous licence libre disponible pour Jean Lefèvre.     | Jean Lefèvre (1887 - 1973)       | 1938    | 1944    | 6 ans  |
| Pas de portrait sous licence libre disponible pour Roger Blais.      | Roger Blais (d) (1905 - 1992)    | 1957    | 1970    | 13 ans |
| Pas de portrait sous licence libre disponible pour Philippe Olmer.   | Philippe Olmer (1916 - 2010)     | 1970    | 1975    | 5 ans  |
| Pas de portrait sous licence libre disponible pour Jacques Delage.   | Jacques Delage (d) (1923 - 2020) | 1975    | 1989    | 14 ans |

## Anciens élèves
- Joseph-Honoré Ricard
- Michel Cépède, 1926
- Camille Arambourg, 1906
- André-Henri Louis, 1924, fondateur de Nature et Progrès en 1964
- Henri Canonge, 1934
- Marc Dufumier, 1966
- René Dubos, 1919 (promotion P1919)
- René Dumont, 1922
- Gaston Guigonis, Compagnon de la libération, ingénieur forestier en Afrique-Équatoriale française
- Yves Henry, 1949
- Bernard Gavoty, 1928
- Pierre Julitte, Compagnon de la Libération, 1928
- Maurice Lemoigne, 1904
- Marcel Mazoyer, 1953
- Alain Robbe-Grillet, 1942
- Émile Schribaux,  (1857-1951), il y enseignera aussi
- François Sigaut, (1960)
- Michel Thomas, aka Michel Houellebecq, 1975